# Тамдинський сільський округ (Таласький район)
Тамди́нський сільський округ (каз. Тамды ауылдық округі, рос. Тамдинский сельский округ) — адміністративна одиниця у складі Таласького району Жамбильської області Казахстану. Адміністративний центр — село Тамди.
Населення — 1299 осіб (2021; 1603 у 2009, 1719 у 1999, 2180 у 1989).
Станом на 1989 рік існувала Тамдинська сільська рада (село Тамди).